# Neighbouring Flats
Neighbouring Flats è un cortometraggio muto del 1911 diretto da Frank Wilson.

## Trama
Una ragazza si innamora del suo vicino dopo che lui si è appropriato del suo pranzo.

## Produzione
Il film fu prodotto dalla Hepworth.

## Distribuzione
Distribuito dalla Hepworth, il film - un cortometraggio di 129,02 metri - uscì nelle sale cinematografiche britanniche nel gennaio 1911.
Si conoscono pochi dati del film che, prodotto dalla Hepworth, fu distrutto nel 1924 dallo stesso produttore, Cecil M. Hepworth. Fallito, in gravissime difficoltà finanziarie, il produttore pensò in questo modo di poter almeno recuperare il nitrato d'argento della pellicola.